# Francisco Largo Caballero
Francisco Largo Caballero, španski politik in sindikalist, * 15. oktober 1869, Madrid, Španija, † 23. marec 1946, Pariz, Francija.
Med špansko državljansko vojno je bil vodja Španske socialistične delavske stranke (PSOE) in Splošnega delavskega sindikata (UGT), bil je tudi obrambni minister in predsednik vlade.